# هارلان لان
هارلان لان (بالإنجليزية: Harlan Lane)‏ هو لغوي وعالم نفس أمريكي، ولد في 19 أغسطس عام 1936، في بروكلين في الولايات المتحدة.

## وصلات خارجية
- هارلان لان على موقع الموسوعة البريطانية (الإنجليزية)